# HARBI1
HARBI1 (англ. Harbinger transposase derived 1) – білок, який кодується однойменним геном, розташованим у людей на 11-й хромосомі. Довжина поліпептидного ланцюга білка становить 349 амінокислот, а молекулярна маса — 39 146.
| 10         |  | 20         |  | 30         |  | 40         |  | 50         |
| ---------- |  | ---------- |  | ---------- |  | ---------- |  | ---------- |
| MAIPITVLDC |  | DLLLYGRGHR |  | TLDRFKLDDV |  | TDEYLMSMYG |  | FPRQFIYYLV |
| ELLGANLSRP |  | TQRSRAISPE |  | TQVLAALGFY |  | TSGSFQTRMG |  | DAIGISQASM |
| SRCVANVTEA |  | LVERASQFIR |  | FPADEASIQA |  | LKDEFYGLAG |  | MPGVMGVVDC |
| IHVAIKAPNA |  | EDLSYVNRKG |  | LHSLNCLMVC |  | DIRGTLMTVE |  | TNWPGSLQDC |
| AVLQQSSLSS |  | QFEAGMHKDS |  | WLLGDSSFFL |  | RTWLMTPLHI |  | PETPAEYRYN |
| MAHSATHSVI |  | EKTFRTLCSR |  | FRCLDGSKGA |  | LQYSPEKSSH |  | IILACCVLHN |
| ISLEHGMDVW |  | SSPMTGPMEQ |  | PPEEEYEHME |  | SLDLEADRIR |  | QELMLTHFS  |

A: Аланін

C: Цистеїн

D: Аспарагінова кислота

E: Глутамінова кислота

F: Фенілаланін

G: Гліцин

H: Гістидин

I: Ізолейцин

K: Лізин

L: Лейцин

M: Метіонін

N: Аспарагін

P: Пролін

Q: Глутамін

R: Аргінін

S: Серин

T: Треонін

V: Валін

W: Триптофан

Кодований геном білок за функціями належить до гідролаз, нуклеаз. 
Білок має сайт для зв'язування з іонами металів. 
Локалізований у цитоплазмі, ядрі.